# Westmalle (sör)
A Westmalle sört a westmallei Szűzanya Szent Szíve apátság sörfőzdéjében készítik Malléban, 1836 óta. Hasonlóan a többi monasztikus rendhez tartozó sörfőzdéhez a wastmallei szerzetesek kezdetben csak saját fogyasztásra főztek sört, az értékesítés 1856-ban alkalmi eladásokkal kezdődött. 
A Westmalle egyike annak a hat Belgiumban gyártott trappista sörnek, amely megfelel az International Trappist Association (Nemzetközi Trappista Szövetség) által támasztott követelményeknek és használhatja az Authentic Trappist Product logót. A sörfőzdét és berendezéseit többször felújították és bővítették, utoljára 2001-ben.

## Története
A Westmallei apátságot 1794-ben alapították a Ciszterci Rend Szigorú Követőinek szerzetesei, akik az első kolostor után trappistáknak nevezték magukat. A rend működésének egyik alappillére, hogy önfenntartóak, azaz működésük költségeit saját maguk teremtik elő. A westmallei kolostor 1836. április 22-én kapott apátsági státuszt, és Dom Martinus, az első apát ekkor rendelte el, hogy a szerzetesek helyben, maguknak főzzenek sört. Így 1836-ban épült az első sörfőzde és az első saját főzetet december 10-én ebédhez tálalták a barátok.
A szerzetesek kezdetben egyféle asztali sört főztek, aminek egy sötét színű, könnyű ital lett az eredménye. Írásokból tudjuk, hogy valamivel később megjelent egy búzasör is, bár a szerzetesek asztalára – életstílusuknak megfelelően – mindig egy könnyű árpasör került.
A sör eladása 1856-ban alkalmilag, helyi árusítással kezdődött. Ám az érdeklődés akkora volt a szerzetesek itala iránt, hogy még ugyanebben az évben bevezettek egy sötét sört, amelyet dupla mennyiségű nyersanyagból készítettek; ez lett az első Dubbel. Az eladások korlátozott jelleggel folytak, a sörfőzde tevékenységét az önfenntartás és a jótékony célok vezérelték, amely filozófia napjainkig érvényesül.

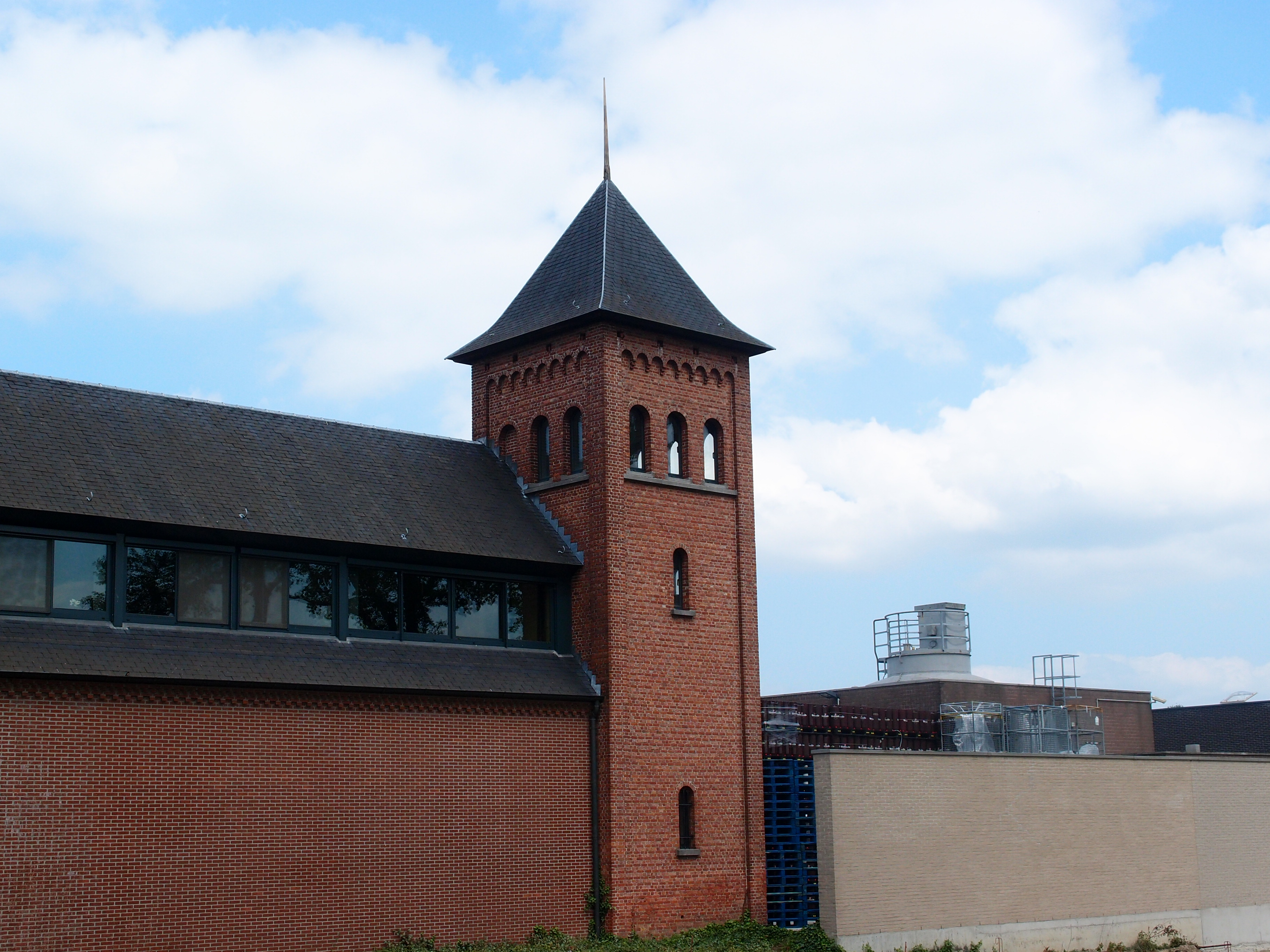
Westmalle apátság sörfőzdéje, 2014

A 20. század elején a trappista sörök rendkívül népszerűek lettek és a westmallei szerzetesek 1921-ben úgy döntöttek, hogy sörkereskedőkön keresztül értékesítik sörüket. Ezzel a kereslet olyan mértékben növekedett, hogy az 1930-as évek elején egy új sörfőzde építésébe kezdtek, amelyhez saját élesztőkamra és műhely is tartozott. Az új sörfőzde megnyitójára 1934-ben fejlesztették ki az első Tripel sört, amely ma is kiemelkedő képviselője ennek a sörtípusnak.
A szerzetesek azóta minden új technológiát felhasználtak, hogy javítsák az apátságban főzött sör minőségét. A gyárat többször bővítették és fejlesztették: 1956-ban korszerűsítették a palackozó üzemet; 1968-ban a sörgyár saját víztisztítót hozott létre, jóval azelőtt, hogy ez törvényi előírás lett volna; 1991 óta a sörfőzde számítógéppel vezérelt. A palackozó üzemet 2000-ben másodszor is korszerűsítették, ezen kívül a szerzetesek érlelőkamrát szereltek fel, hogy ideális feltételeket biztosítsanak a sör palackban történő újraerjedéséhez. A sörfőzde fejlesztése érdekében tett minden lépésnél figyelembe vették a munkakörülményeket és a termelés környezetre gyakorolt hatását is. Napjaink éves termelése körülbelül 130 000 hektoliter, a töltési kapacitás 2001-ben 45 000 palack volt óránként. 
A sörfőzde több mint 180 éve a legtisztább válogatott alapanyagokból dolgozik: saját vizet, kiváló minőségű árpamalátát, valódi komlótobozokat, cukrot és az apátság saját kultúrájából származó élesztőt használnak. Így továbbra is hagyományos eljárással készülnek a Westmalle trappista sörgyár termékei. 

## A Westmalle sörök
A szabadkereskedelemben a következő fajták kaphatók:
A szerzetesek söre, a Westmalle Extra: alkoholtartalma alacsony, 4,8%-os, közepesen testes, enyhén szénsavas, frissítő, komlós karakterű, és könnyű. Ez a szalmasárga, hófehér habbal koronázott, szomjoltó trappista ale gyümölcsösségével és gazdag aromáival az igazi Westmalle ízélményt képviseli. 
Az Extra az egyik legrégebbi westmallei sör. Ez az ital, egyidős a sörfőzdével – a nagy hagyomány része. A legtisztább összetevők felhasználásával, felső erjesztéssel készítik válogatott árpafajták és komlóvirágok kiegyensúlyozott keverékből, saját fejlesztésű élesztő, és tiszta víz hozzáadásával. Az Extrát általában csak évente kétszer főzik, 2020-ban 440 hektoliter készült. Korábban kizárólag a szerzetesek és vendégeik fogyasztották, de ma már a nagyobb üzletekben és italboltokban is megvásárolható.

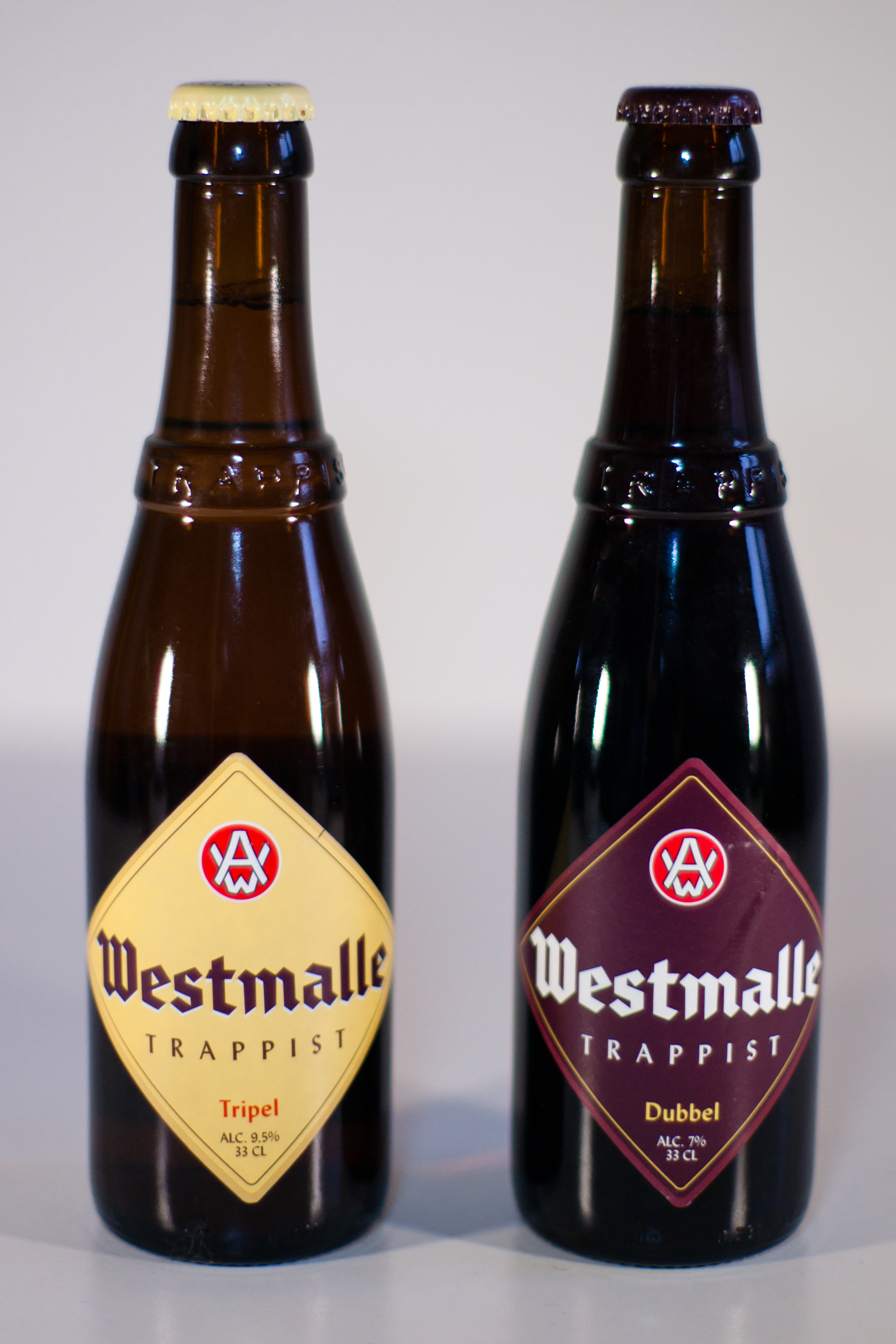
A palackozott Trippel és Dubbel

A Westmalle Dubbel (7%) egy sötétvörös-barna sör, gazdag, összetett ízvilággal, amelynek kiegyensúlyozott, hosszú, száraz lecsengése magával ragad. Az ital az üvegben történő újraerjesztésnek köszönhetően felveszi a karamell, a maláta és az érett banánra emlékeztető gyümölcsös észterek árnyalatait, amit a komló és az enyhén keserű cikória tesz teljessé. A krémszínű habréteg alatt sűrű sörgyöngy fejlődik, ami a kiürített pohár belsején szép csipkemintát hagy. 
1865-ben a westmallei szerzetesek az asztali sörük mellett sötét trappista sört is főzni kezdtek. Megduplázták a nyersanyagok mennyiségét, hogy új, erősebb sört állítsanak elő. A „Dubbel" logikus elnevezése ennek a duplázott alapanyagokból készített sörnek, bár leggyakrabban csak „trappistának” nevezik. 1926-ban módosították a receptet, amely változat a mai napig a Westmalle Dubbel alapja.
A Westmalle Dubbel leggyakrabban 33 cl-es palackokban kerül forgalomba, de 75 cl-es kiszerelésben is megvásárolható, és mintegy 150 gondosan kiválasztott belga kávézóban és étteremben csapoltan szolgálják fel. A hordók 20, 30 és 50 litert tartalmaznak. A hordóban ez az élő sör másként fejlődik, így ebben a formában kissé édesebb ízű.
Westmalle Tripel (9,5%) egy tiszta, aranysárga színű trappista sör, az érett banán elképesztően gyümölcsös aromáival és a komló kellemes, finom illatával. Telt ízű, elegáns sör, enyhén krémes szájérzettel, amelyben a kesernyés jegyeket gyümölcsaromák támogatják. A „Tripel” arra utal, hogy az összetevőket a szokásosnál nagyobb mennyiségben használják fel. Vagyis ez az erős, szőke sör háromszor annyi összetevőt tartalmaz, mint az eredeti Westmalle Trappist, továbbá karaktere a lassú főzési folyamatból és a palackban történő ismételt erjesztéséből adódik.
A Westmalle Tripelt 1934-ben főzték először és az apátság új sörfőzdéjének megnyitásakor mutatták be. Ez „minden tripel anyja”, a stílus világbeli referenciája, amely számos sörfőzőt inspirált. A receptet 1956-ban módosították, de azóta változatlan.
A Westmalle Tripelt általában 33 cl-es palackokból öntik a kehelybe, amely tökéletesen kiemeli az üveg tartalmát. A Tripel 75 cl-es kiszerelésben is megvásárolható, ám a nagyobb üvegekben a sör máshogy érik; a gyümölcsös jegyek enyhébbek, és a sör finom vanília árnyalatot kap. Fogyasztása jól behűtve ajánlott.

## Lásd még
- Trappista sör
- Belga sör

## Külső hivatkozások
- A Westmalle apátság hivatalos oldala Archiválva 2021. november 30-i dátummal a Wayback Machine-ben
- A trappista söröket bemutató oldal (hollandul)
- Egy sörforgalmazó oldal leírása a Westmalle Trippelről
- A Westmalle apátság és söreinek rövid bemutatása